# Iscariota
Iscariota – polska grupa muzyczna założona przez Piotra Piecaka i Dominika Durlika w 1990 roku w Sosnowcu. Zespół w początkowym okresie działalności prezentował muzykę z gatunku melodic death metal. Obecnie zespół wykonuje muzykę thrash i heavy metal.

## Historia
Zespół został stworzony pod nazwą Blasphemer. W 1992 roku z zespołu odeszli basista Artur Wartak, gitarzysta Krakus oraz wokalista Rafał Włoszczowski. Tego samego roku zespół zmienił nazwę na Iscariota oraz zrealizował w składzie: Piotr Piecak – wokal i perkusja oraz Dominik Durlik – gitary. Pierwsze demo zatytułowane Glodgad wydane zostało nakładem Asta Records.
W 1995 roku nakładem Baron Records ukazał się debiutancki album grupy pt. Cosmic Paradox.
Zespół zagrał szereg koncertów (również koncerty charytatywne) w kraju, uczestniczył w wielu festiwalach, plenerach, koncertach klubowych. Występował także w serialu W11 – Wydział Śledczy.
W lipcu 2019 do muzyków dołączył Krystian „Bomba” Bytom (wcześniej grał w zespole Dragon). 9 września 2019 zespół w nowym składzie, pod przewodnictwem Tomasza „Zeda” Zalewskiego, nagrał nowy materiał w ZED Studio.
W 2025 roku,odchodzi perkusista Krystian "Bomba" Bytom.A na jego miejsce za perkusje ponownie wraca Grzegorz "Pleban" Wójcik.

## Dyskografia

### Albumy studyjne
- 1995 Cosmic Paradox
- 2007 Pół na pół
- 2014 Historia Życia
- 2016 Upadłe królestwo
- 2020 Legenda

### Dema
- 1992 Glodgad
- 2005 Z ruin marzenia

### Minialbumy
- 2012 Lilith
- 2012 Żeglarze Nocy